# あの蒼い海より
『あの蒼い海より』（あのあおいうみより）は2009年7月31日にLilac Softより発売された18禁のパソコンゲーム（アダルトゲーム）ソフトである。

## 解説
LilacSoftのデビュー作。記憶をテーマとした、入院少女との甘く切ない恋を描いた純愛ADV。
演出面に力を入れており、シナリオ作成においても原作となる小説を執筆して、そこからゲーム用のシナリオを書くという手法をとっている。
BGMは田舎が舞台の作品ということで、リアルでアナログ志向なものを取り入れている。

### ツンデレ要素
シナリオを担当した下妻憂がツンデレ好きということもあり、本作品にはヒロインにツンデレ要素が多く含まれている。下妻によると、人間不信なヒロインの孤独な感情が徐々に救われていく様を背景から描く事を心がけたという。ヒロイン以外にもツンデレ要素が含まれている。

## ストーリー
母の療養のため猫鳴町に引っ越してきた七瀬空は、深夜の海辺で宮倉海という少女と出会った。翌日彼は母の見舞い先である大神療養院で海と再会した。そこで空は海に「友達になってやる」と一方的に告げられる。空は友達という関係に戸惑いつつも、周りを巻き込みながら、次第に彼女との仲を深めていく。

## 登場人物
（出典：）
七瀬 空（ななせ そら）
主人公である18歳の男性。

### ヒロイン
宮倉 海（みやくら うみ）
声:小倉結衣
空が深夜の海辺で出会った銀髪の少女。元々裕福な家の出で尊大な態度をとってしまいがちだが、実際はさみしがり屋。
結城 陸（ゆうき りく）
声:渋谷ひめ
空の昔馴染みで、姉貴分。弓道の達人。さばさばした性格の持ち主で男女問わず人気がある。
奄美 早苗（あまみ さなえ）
声:水島理音
猫鳴町の住民である眼鏡っ娘。性格は大人しく誰にでも寛容的。幼い頃から英才教育を受け、勉強は良くできるが、異性に恐怖を抱く。
夜坂 由佳（よざか ゆか）
声:新堂真弓
奄美の親友で猫鳴町にある喫茶店「ファニー」の看板娘を務めるツインテールの少女。かつてぐれていた時期があったが、奄美との出会いにより少々改善され、奄美とも仲良くなった。
神谷 実（かみや みのる）
声:七生みこと
空と同じアパートに住む少女。演劇部所属で女優を目指している。勘が鋭い。クールなようで、甘えさせ上手にはよくなつく。
佐山 歩（さやま あゆみ）
声:神崎ちひろ
海の担当を務める女医。権力には歯向かわないが、患者に対する想いは強い。普段は冷静だが、時に激昂してしまう一面も。
龍言寺 綾乃（りゅうげんじ あやの）
声:雪都さお梨
神谷のいる演劇部の部長を務める女子学生で、あだ名は座長。文学に精通しているだけでなく、文才もあり、演劇部の台本なども書いている。融通が利かない性格。
津山 舞（つやま まい）
声:相原詩織
夜坂の旧友。喧嘩っ早い性格だが、ウブな一面もある。

## スタッフ
- 原画 - ユイザキカズヤ・その吉。
- シナリオ - 下妻憂・りらどる
- 音楽 - 井原恒平

## 主題歌
曲名「あの蒼い海より」
歌 - めらみぽっぷ / 作曲・編曲 - 井原恒平